# Азімов Рустам Шухратович
Рустам Шухратович Азімов (народився 26 січня 1991 у м. Новополоцьку, Білорусь) — білоруський хокеїст, нападник.
Вихованець ДЮСШ «Хімік» (Новополоцьк). Виступав за «Металург» (Жлобин), ХК «Ліда».
У складі молодіжної збірної Білорусі учасник чемпіонату світу 2011 (дивізіон I).
Бронзовий призер чемпіонату Білорусі (2011). Фіналіст Кубка Білорусі (2010).